# Große Synagoge (Warschau)

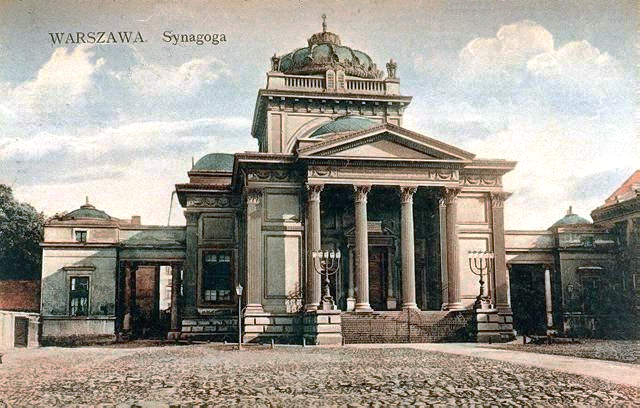
Große Synagoge Warschau (Wielka Synagoga w Warszawie)

Die Große Synagoge von Warschau an der ulica Tłomackie im Warschauer Stadtviertel Śródmieście war die größte Synagoge in Warschau. Nach ihrer Zerstörung durch die Nationalsozialisten 1943 befinden sich auf dem Gelände der ehemaligen Synagoge mehrere Finanzinstitute. In direkter Nachbarschaft zum Gotteshaus befand sich die Judaistische Hauptbibliothek, deren Gebäude heute das Jüdische Historische Institut beherbergt.

## Geschichte
Am Anfang gab es in der Warschauer Vorstadt Praga lediglich eine jüdische Vorstadtgemeinde. In der Stadt Warschau durften nur privilegierte Mitglieder der jüdischen Praga-Gemeinde wohnen.
In der Zeit des Herzogtums Warschau unter Napoleon blühte die jüdische Gemeinde zu Warschau auf, insbesondere durch die Ansiedlung deutscher Juden. 1802 wurde eine Synagoge innerhalb der Stadtmauern gebaut. Ein späterer Neubau an derselben Stelle wurde nach dem Vorbild der Berliner Synagoge in der Oranienburger Straße gestaltet. Der Gottesdienst in der Synagoge in der Danilowitz-Straße wurde auf Deutsch gehalten. Die Warschauer Stadtsynagogengemeinde war 1851 in fünf Synagogenbezirke unterteilt, wobei die Hauptsynagoge damals noch in der Wierzbowa-Straße stand.
Im Jahre 1862 erhielten jüdische Bewohner Russisch-Polens Wohn-, Eigentums- und Handelsrechte. Warschau wurde Mitte der 1870er Jahre ein Zentrum für die Neuansiedlung der polnischen Juden. Die Zahl der jüdischen Gemeindemitglieder Warschaus belief sich damals auf 90.000. Nach den Pogromen 1881 im russischen Reich infolge des Attentats auf Zar Alexander II. gewährte die jüdische Warschauer Gemeinde den Verfolgten Zuflucht, wodurch sich die Zahl der Juden erhöhte und ein Drittel der Warschauer Stadtbevölkerung bildete.
In den Jahren 1871 bis 1926 wurde die jüdische Gemeinde zu Warschau von Gemeindevorstehern mit moderner Einstellung geleitet, die kulturell assimiliert waren.
Sie veranlassten eine Integration der jüdischen Vorstadtgemeinde, der Praga-Gemeinde, in die jüdische Stadtgemeinde. Die Synagoge, der Friedhof und die Mikwe der ehemaligen Vorstadtgemeinde wurden daraufhin restauriert.
Ein Baukomitee wurde gegründet, das eine neue große Synagoge für die Stadtgemeinde von Warschau bauen sollte. Aufgrund von Meinungsverschiedenheiten zwischen den assimilierten, modern-orthodox eingestellten Gemeindevorstehern und dem ersten Bauunternehmer erhielt Leandro Marconi (1834–1919) den Auftrag für den Synagogenbau. Von 1875 bis 1878 wurde der Sakralbau nach Plänen Marconis aus dem Jahr 1874 erbaut.
Der klassizistische Sakralbau hatte einen Haupt- und Betsaal, dessen Grundriss ein langgezogenes Rechteck bildete und der einen hohen Turm mit Kuppel hatte. Vorbild war der Brüsseler Justizpalast. Der Haupt- und Betsaal war 38 Meter lang und 28 Meter breit und hatte die Form einer Emporenbasilika mit klassizistischer, kassettierter Halbkuppel in der Apsis und korinthischen Säulen in den Seitenschiffen bzw. Emporen. Der Eingang zur Apsis war zu beiden Seiten von zwei hohen, massiven, dunklen geäderten Marmorsäulen flankiert. Die beiden Säulen symbolisierten Jachin und Boas, die beiden Säulen, die am Tor zum Eingang des Tempels in Jerusalem standen.
Die Synagoge hatte eine quadratische Vorhalle mit einer Kuppel und einem Säulenvorbau. Vorbild für die Vorhalle war das Pantheon in Rom. Die Kuppel machte die Vorhalle von der Straße aus gut sichtbar und kennzeichnete sie als Wochentagssynagoge. Vorbild war die Berliner Synagoge in der Oranienburger Straße.
Die Stifter sowohl der Warschauer als auch der Berliner Stadtsynagoge wünschten Kuppelbauten, um zu zeigen, dass die Synagogen keine christlichen Kirchenbauten imitieren, sondern anderen öffentlichen Profanbauten ähnlich sein sollten, wie der Pariser Oper bzw. dem Brüsseler Justizpalast.
Bei der Einweihung des Sakralbaus am 26. September 1878 zu Rosch ha-Schana war der Generalgouverneur von Polen anwesend und öffnete persönlich das Hauptportal der Synagoge. Die Baukosten beliefen sich auf 300.000 Rubel und wurden von den assimilierten polnischsprachigen Gemeindemitgliedern aufgebracht. In den 1920er Jahren übersetzte der Rabbiner der Warschauer Stadtsynagoge Samuel Abraham Poznański für die Gemeindemitglieder, die mit Zylinderhut zum Shabbat kamen, den Siddur in die polnische Sprache.
Die Synagoge wurde am Ende des Aufstandes im Warschauer Ghetto am 16. Mai 1943 von dem SS-Gruppenführer Jürgen Stroop gesprengt. Er telegrafierte daraufhin an den SS-Obergruppenführer  Krüger, den in Krakau ansässigen höheren SS- und Polizeiführer (HSSPF Ost) im Generalgouvernement:

„[…] Das ehemalige jüdische Wohnviertel Warschaus besteht nicht mehr. Mit der Sprengung der Warschauer Synagoge wurde die Großaktion um 20.15 Uhr beendet […]“

Später in Gefangenschaft schilderte er die Zerstörung aus seiner Sicht:

„[…] Als schönen Schlussakkord der Großaktion hatte ich die Sprengung der Großen Synagoge in der Tolmackie-Straße angeordnet. […] Ich zögerte den spannenden Augenblick noch etwas hinaus. Schließlich rief ich: Heil Hitler! und drückte auf dem Knopf. Die ungeheure Explosion riss die Flammen bis zu den Wolken. Ein durchdringender Knall folgte, die Farben waren geradezu märchenhaft. Eine unvergessliche Allegorie des Triumphes über das Judentum! Das Warschauer Ghetto hatte aufgehört zu existieren […]“

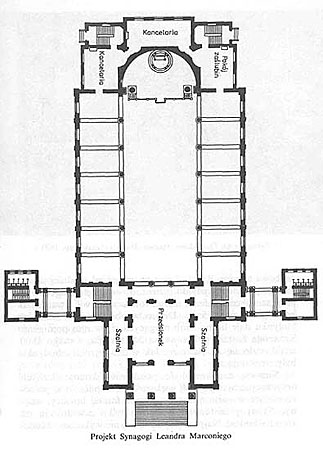
Der Grundriss der Synagoge gliederte sich in den rechteckigen Hauptsaal und die quadratische Vorhalle.
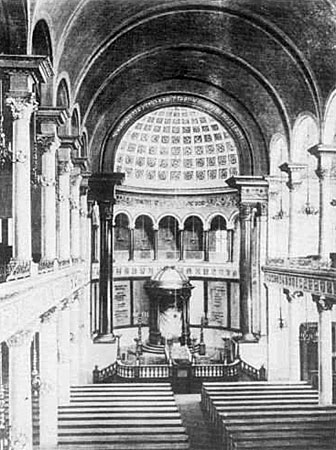
Der Betsaal hatte die Form einer Emporenbasilika mit klassizistischer kassettierter Halbkuppel in der Apsis und korinthischen Säulen in den Seitenschiffen bzw. Emporen.
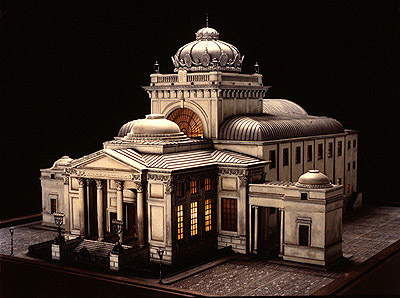
Modell der Synagoge im Museum Beit Hatefutsot, Tel Aviv